# Tour de Francia 1994
El 81.º Tour de Francia se disputó del 2 al 24 de julio de 1994 sobre un recorrido de 21 etapas y con un total de 3.978 km que se cubrieron a una velocidad media de 38,383 km/h. La carrera comenzó en Lille y terminó en París, en el clásico final de los Campos Elíseos.
El ganador final fue el español Miguel Induráin, quien lograba su cuarta victoria consecutiva en la carrera.

## Desarrollo de la carrera
Tras ganar en las tres ediciones anteriores, Miguel Induráin era claro favorito. Tony Rominger, segundo el año pasado, era la gran alternativa. Otros corredores que entraban en los pronósticos eran el italiano Marco Pantani, que había sido segundo en el Giro de aquel mismo año y Luc Leblanc, la gran esperanza francesa.
En la etapa prólogo, se dio a conocer el inglés Chris Boardman como un gran contrarrelojista, arrebatando el maillot amarillo a Miguel Induráin. Al día siguiente, cerca del final de etapa, se produciría una caída multitudinaria en la cual los velocistas Laurent Jalabert y Wilfried Nelissen fueron los peor parados, teniendo que abandonar la carrera.
Con motivo de la apertura del túnel submarino del Canal de la Mancha, dos etapas del Tour se disputarían en tierras inglesas. En la primera de ellas, con final en Brighton, el español Francisco Cabello conseguiría la victoria de etapa.
El maillot amarillo fue pasando de mano en mano tras varias etapas que se decidieron entre escapadas y sprints masivos. No fue hasta la novena etapa, la primera contrarreloj, en la que el Tour comenzaría a decidirse, y lo haría como en las últimas ediciones, del lado de Induráin. Solo el suizo Rominger pudo resistir levemente (y aun así perdió dos minutos) el ritmo del ciclista navarro, que completó una de las contrarreloj más rápidas de la historia de la ronda francesa. A excepción de Rominger, el resto de corredores acabó a más de cuatro minutos de Induráin.
En la undécima etapa se llegaba a los Pirineos, en una larga etapa con final en alto, en la cima inédita de Hautacam. Durante la última ascensión del día, Marco Pantani protagonizó varios intentos de escapada. Sin embargo, lo único que consiguió fue hacer una dura selección entre los favoritos, tan dura que no consiguió aguantar nadie. Tan solo Miguel Induráin, con su característica forma de escalar, consiguió mantenerle a raya. En los últimos kilómetros de la etapa, Pantani fue, no solo alcanzado, sino rebasado por el ciclista navarro. Junto a Induráin conseguiría aguantar el francés Luc Leblanc, vencedor de la etapa. Rominger, en un día aciago, perdía más de dos minutos e Induráin era aún más líder.
En la etapa del día siguiente, con final en Luz Ardiden, Richard Virenque protagonizaría una larga escapada que le llevaría al triunfo de etapa. Rominger volvía a perder tiempo respecto a Induráin, en esta ocasión más de tres minutos, lo que le colocaba a casi ocho en la general, aunque mantenía la segunda posición. Sin embargo, durante el transcurso de la etapa siguiente, el suizo se bajaría de la bicicleta.

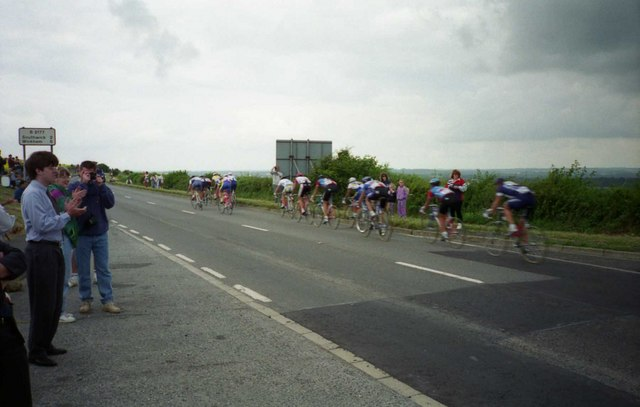
El pelotón durante la cuarta etapa.

La decimoquinta etapa, con el ascenso al Mont Ventoux en su recorrido, tendría como vencedor al italiano Eros Poli, el ciclista más alto y pesado de aquella edición, tras una larguísima escapada en solitario. La etapa siguiente tenía su final en la mítica cima de Alpe d'Huez y se decidiría entre los componentes de una escapada, entre los cuales se encontraban el español Roberto Torres y el colombiano Hernán Buenahora, del equipo Kelme. Sin embargo, la victoria sería para el italiano Roberto Conti. Entre los favoritos, Marco Pantani estaba decidido a dar guerra, y consiguió recortarle dos minutos a Induráin.
Todavía quedaban otras dos grandes etapas alpinas, además de la cronoescalada. En estos días, el letón Piotr Ugrumov iba a realizar una espectacular remontada hasta auparse al tercer puesto. En la primera de ellas, se escaparía en compañía del colombiano Nelson Rodríguez, ganador de la etapa, consiguiendo aventajar a Induráin en más de dos minutos. Pantani, asimismo, recortaba otro minuto al corredor navarro y se colocaba ya tercero en la general.
Al día siguiente, Ugrumov volvería a atacar desde lejos, pero en esta ocasión llegaría en solitario, adjudicándose la etapa, con dos minutos y medio sobre Induráin y Virenque y tres y medio sobre Pantani. A falta de la cronoescalada, todo estaba por decidir, excepto quién sería el vencedor final, que salvo catástrofe, sería Induráin. El gran perdedor de aquella jornada sería Richard Virenque, que perdería más de seis minutos respecto al vencedor de la etapa, Piotr Ugrumov, que estaba terminando el Tour en un excelente estado de forma. En la cronoescalada fue el claro dominador, consiguiendo aventajar a Pantani en un minuto y medio y a Induráin en más de tres minutos. Leblanc, cuarto en la etapa a casi cuatro minutos, también acabaría cuarto en la clasificación general.
Francia, que antes de las etapas de los Alpes contaba con tres corredores situados del segundo al cuarto lugar, no conseguía finalmente situar a ningún ciclista en el podio final de París. Sí sería francés, sin embargo, el vencedor de última etapa, en los Campos Elíseos: el ciclista Eddy Seigneur, que se escaparía en el tramo final de la etapa.
Djamolidine Abdoujaparov ganaba, por tercera vez, la clasificación de los puntos; Richard Virenque consiguió su primer triunfo en la clasificación de la montaña; Eros Poli se llevó el premio al corredor más combativo y, con más de tres horas y media perdidas, John Talen sería el farolillo rojo de la ronda francesa.
1994 vio cómo Miguel Induráin se coronaba vencedor del Tour por cuarto año consecutivo con una gran contundencia, solo superado con claridad por el letón Piotr Ugrumov en un magnífico final de carrera. Marco Pantani, segundo en Giro y tercero en el Tour de aquel año, se ganó a pulso el título de mejor escalador del mundo, haciendo gala de una increíble combatividad.

## Etapas
| Etapa   | Fecha       | Recorrido                  | Distancia (km) | Ganador                  | Líder           |
| ------- | ----------- | -------------------------- | -------------- | ------------------------ | --------------- |
| Prólogo | 2 de julio  | Lille                      | 7,2 (CRI)      | Chris Boardman           | Chris Boardman  |
| 1.ª     | 3 de julio  | Lille-Armentières          | 234            | Djamolidine Abdoujaparov | Chris Boardman  |
| 2.ª     | 4 de julio  | Roubaix-Boulogne sur Mer   | 203,5          | Jean Paul Van Poppel     | Chris Boardman  |
| 3.ª     | 5 de julio  | Calais - Eurotúnel         | 66,5 (CRE)     | GB - MG Technogym        | Johan Museeuw   |
| 4.ª     | 6 de julio  | Dover- Brighton            | 204,5          | Francisco Cabello        | Flavio Vanzella |
| 5.ª     | 7 de julio  | Portsmouth- Portsmouth     | 187            | Nicola Minali            | Flavio Vanzella |
| 6.ª     | 8 de julio  | Cherbourg-Rennes           | 270,5          | Gianluca Bortolami       | Sean Yates      |
| 7.ª     | 9 de julio  | Rennes-Futuroscope         | 203            | Ján Svorada              | Johan Museeuw   |
| 8.ª     | 10 de julio | Poitiers-Trélissac         | 218,5          | Bo Hamburger             | Johan Museeuw   |
| 9.ª     | 11 de julio | Périgueux-Bergerac         | 64 (CRI)       | Miguel Induráin          | Miguel Induráin |
| 10.ª    | 12 de julio | Bergerac-Cahors            | 160,5          | Jacky Durand             | Miguel Induráin |
| 11.ª    | 13 de julio | Cahors-Lourdes-Hautacam    | 263,5          | Luc Leblanc              | Miguel Induráin |
| 12.ª    | 15 de julio | Lourdes - Luz Ardiden      | 204,5          | Richard Virenque         | Miguel Induráin |
| 13.ª    | 16 de julio | Bagnères-de-Bigorre-Albi   | 223            | Bjarne Riis              | Miguel Induráin |
| 14.ª    | 17 de julio | Castres-Montpellier        | 202            | Rolf Sörensen            | Miguel Induráin |
| 15.ª    | 18 de julio | Montpellier-Carpentras     | 231            | Eros Poli                | Miguel Induráin |
| 16.ª    | 19 de julio | Valréas-Alpe d'Huez        | 224,5          | Roberto Conti            | Miguel Induráin |
| 17.ª    | 20 de julio | Bourg d'Oisans-Val Thorens | 149            | Nelson Rodríguez         | Miguel Induráin |
| 18.ª    | 21 de julio | Moûtiers-Cluses            | 174,5          | Piotr Ugrumov            | Miguel Induráin |
| 19.ª    | 22 de julio | Cluses-Avoriaz             | 46,5 (CRI)     | Piotr Ugrumov            | Miguel Induráin |
| 20.ª    | 23 de julio | Morzine-Lac Saint Point    | 208,5          | Djamolidine Abdoujaparov | Miguel Induráin |
| 21.ª    | 24 de julio | Disneyland Paris-París     | 175            | Eddy Seigneur            | Miguel Induráin |

## Clasificaciones
| \| 1. \| Miguel Induráin \| España \| BAN \| 103h 38' 38" \| \| \| 2. \| Piotr Ugrumov \| Letonia \| GEW \| + 5' 39" \| \| \| 3. \| Marco Pantani \| Italia \| CAR \| + 7' 19" \| \| \| 4. \| Luc Leblanc \| Francia \| FES \| + 10' 03" \| \| \| 5. \| Richard Virenque \| Francia \| FES \| + 10' 10" \| \| \| 6. \| Roberto Conti \| Italia \| LAM \| + 12' 19" \| \| \| 7. \| Alberto Elli \| Italia \| GBM \| + 20' 17" \| \| \| 8. \| Alex Zülle \| Suiza \| ONC \| + 20' 35" \| \| \| 9. \| Udo Bölts \| Alemania \| TEL \| + 25' 19" \| \| \| 10. \| Vladimir Poulnikov \| Ucrania \| CAR \| + 25' 28" \| \| |                    |          |     |              |  |
| 1. | Miguel Induráin    | España   | BAN | 103h 38' 38" |  |
| 2. | Piotr Ugrumov      | Letonia  | GEW | + 5' 39"     |  |
| 3. | Marco Pantani      | Italia   | CAR | + 7' 19"     |  |
| 4. | Luc Leblanc        | Francia  | FES | + 10' 03"    |  |
| 5. | Richard Virenque   | Francia  | FES | + 10' 10"    |  |
| 6. | Roberto Conti      | Italia   | LAM | + 12' 19"    |  |
| 7. | Alberto Elli       | Italia   | GBM | + 20' 17"    |  |
| 8. | Alex Zülle         | Suiza    | ONC | + 20' 35"    |  |
| 9. | Udo Bölts          | Alemania | TEL | + 25' 19"    |  |
| 10. | Vladimir Poulnikov | Ucrania  | CAR | + 25' 28"    |  |

| \| 1. \| Djamolidine Abdoujaparov \| Uzbekistán \| POL \| 322 puntos \| \| 2. \| Silvio Martinello \| Italia \| MER \| 273 puntos \| \| 3. \| Ján Svorada \| República Checa \| LAM \| 230 puntos \| \| 4. \| Gianluca Bortolami \| Italia \| MAP \| 188 puntos \| \| 5. \| Olaf Ludwig \| Alemania \| TEL \| 162 puntos \| |                          |                 |     |            |
| 1. | Djamolidine Abdoujaparov | Uzbekistán      | POL | 322 puntos |
| 2. | Silvio Martinello        | Italia          | MER | 273 puntos |
| 3. | Ján Svorada              | República Checa | LAM | 230 puntos |
| 4. | Gianluca Bortolami       | Italia          | MAP | 188 puntos |
| 5. | Olaf Ludwig              | Alemania        | TEL | 162 puntos |

| \| 1. \| Richard Virenque \| Francia \| FES \| 392 puntos \| \| 2. \| Marco Pantani \| Italia \| CAR \| 243 puntos \| \| 3. \| Piotr Ugrumov \| Letonia \| GEW \| 219 puntos \| \| 4. \| Miguel Induráin \| España \| BAN \| 215 puntos \| \| 5. \| Peter De Clerq \| Bélgica \| LOT \| 192 puntos \| |                  |         |     |            |
| 1. | Richard Virenque | Francia | FES | 392 puntos |
| 2. | Marco Pantani    | Italia  | CAR | 243 puntos |
| 3. | Piotr Ugrumov    | Letonia | GEW | 219 puntos |
| 4. | Miguel Induráin  | España  | BAN | 215 puntos |
| 5. | Peter De Clerq   | Bélgica | LOT | 192 puntos |

| \| 1. \| Marco Pantani \| Italia \| CAR \| 103h 45' 57" \| \| 2. \| Richard Virenque \| Francia \| FES \| + 2' 51" \| \| 3. \| Bo Hamburger \| Dinamarca \| TVM \| + 36' 25" \| \| 4. \| Beat Zberg \| Suiza \| CAR \| + 49' 47'' \| \| 5. \| Abraham Olano \| España \| MAP \| + 54' 10'' \| |                  |           |     |              |
| 1. | Marco Pantani    | Italia    | CAR | 103h 45' 57" |
| 2. | Richard Virenque | Francia   | FES | + 2' 51"     |
| 3. | Bo Hamburger     | Dinamarca | TVM | + 36' 25"    |
| 4. | Beat Zberg       | Suiza     | CAR | + 49' 47''   |
| 5. | Abraham Olano    | España    | MAP | + 54' 10''   |

| \| 1. \| Festina - Lotus \| Francia \| FES \| 311h 28' 53'' \| \| 2. \| Gewiss - Ballan \| Italia \| GEW \| + 42' 57'' \| \| 3. \| Mapei - Clas \| Italia \| MAP \| + 44' 25'' \| \| 4. \| Banesto \| España \| BAN \| + 48' 25'' \| \| 5. \| Carrera Jeans - Tassoni \| Italia \| CAR \| + 50' 55'' \| |                         |         |     |               |
| 1. | Festina - Lotus         | Francia | FES | 311h 28' 53'' |
| 2. | Gewiss - Ballan         | Italia  | GEW | + 42' 57''    |
| 3. | Mapei - Clas            | Italia  | MAP | + 44' 25''    |
| 4. | Banesto                 | España  | BAN | + 48' 25''    |
| 5. | Carrera Jeans - Tassoni | Italia  | CAR | + 50' 55''    |